# والتر بريسان
والتر بريسان (بالإيطالية: Walter Bressan)‏ (26 يناير 1981 بأوديرزو في إيطاليا - ) هو لاعب كرة قدم إيطالي في مركز حراسة المرمى. شارك مع منتخب إيطاليا تحت 18 سنة لكرة القدم. أما مع النوادي، فقد لعب مع أتالانتا وكييفو فيرونا ونادي تريفيزو ونادي تشيزينا ونادي ساسولو ونادي سبيزيا ونادي فاريسي واتحاد بافيا لكرة القدم ونادي أريتسو ونادي غروسيتو.

## روابط خارجية
- والتر بريسان على موقع قاعدة بيانات كرة القدم.إي يو (الإنجليزية)
- والتر بريسان على موقع عالم كرة القدم.نت (الإنجليزية)
- والتر بريسان على موقع AS.com (الإسبانية)